# Mi sei apparso come un fantasma
Mi sei apparso come un fantasma è un album dal vivo del gruppo musicale statunitense Songs: Ohia, pubblicato nel 2001. È stato registrato al Barchessone Vecchio di Modena, il 27 settembre 2000.

## Tracce
1. untitled (Are We Getting Any Closer?)
2. untitled (Nobody Tries That Hard Anymore)
3. Tigress
4. Being in Love
5. untitled (Constant Change)
6. untitled (It Won’t Be Easy)
7. untitled (She Came to Me as a Ghost)
8. Cabwaylingo

## Crediti
- Jason Molina - Voce e chitarra acustica
- Dan Sullivan - Chitarra elettrica
- Dan MacAdam - Basso elettrico
- Jeff Panall - Batteria